# Epinephelus ongus
Epinephelus ongus е вид лъчеперка от семейство Serranidae.

## Разпространение
Видът е разпространен в Австралия, Вануату, Виетнам, Индия, Индонезия, Камбоджа, Кения, Кирибати, Китай, Коморски острови, Мавриций, Мадагаскар, Майот, Малайзия, Малдиви, Маршалови острови, Мианмар, Микронезия, Мозамбик, Науру, Нова Каледония, Палау, Папуа Нова Гвинея, Провинции в КНР, Реюнион, Сейшели, Сингапур, Соломонови острови, Сомалия, Тайван, Тайланд, Танзания, Тувалу, Фиджи, Филипини, Южна Африка и Япония.